# Ị̈
Ị̈ (minuscule : ị̈), appelé I tréma point souscrit, est une lettre latine utilisée dans la translittération du chorasmien ou du tchaghataï. Il s’agit de la lettre I diacritée d’un tréma et d’un point souscrit.

## Utilisation
Le I tréma point souscrit ‹ ị̈ › est utilisé dans le système de translittération du chorasmien ou du tchaghataï pour représenter la voyelle ï non transcrite notamment par H.E. Boeschoten et J. O’Kane dans leur édition de Qiṣaṣ al-Anbiyāʾ de Al-Rabghūzī publiée en 2015. Celle-ci était transcrite avec l’I sans point point souscrit ‹ ı̣ › dans le système de translittération de Rahmati Arat pour le Qutadgu Bilig.

## Représentations informatiques
Le I tréma point souscrit peut être représenté avec les caractères Unicode suivants : 
- composé et normalisé NFC (latin étendu additionnel, diacritiques) :

| formes    | représentations | chaînes de caractères | points de code | descriptions                                               |
| --------- | --------------- | --------------------- | -------------- | ---------------------------------------------------------- |
| capitale  | Ị̈               | Ị◌̈                    | U+1ECA U+0308  | lettre majuscule latine i point souscrit diacritique tréma |
| minuscule | ị̈               | ị◌̈                    | U+1ECB U+0308  | lettre minuscule latine i point souscrit diacritique tréma |

- décomposé et normalisé NFD (latin de base, diacritiques) :

| formes    | représentations | chaînes de caractères | points de code       | descriptions                                                           |
| --------- | --------------- | --------------------- | -------------------- | ---------------------------------------------------------------------- |
| capitale  | Ị̈               | I◌̣◌̈                   | U+0049 U+0323 U+0308 | lettre majuscule latine i diacritique point souscrit diacritique tréma |
| minuscule | ị̈               | i◌̣◌̈                   | U+0069 U+0323 U+0308 | lettre minuscule latine i diacritique point souscrit diacritique tréma |